# 山西航空
山西航空於1988年成立，2001年投入服務，以太原為基地，經營國內客運航線，後來被海南航空兼併。

## 历史
2001年7月经中国民用航空总局和山西省人民政府批准，山西省航空公司、海南航空集团、长安航空有限责任公司重组成立山西航空有限责任公司。成为海南航空集团控股的航空企业。2002年10月，根据中国民用航空总局关于海南航空集团实施合并运行的批复，海南航空集团旗下四家航空公司（海南航空、新华航空、长安航空、山西航空）统一使用海南航空“HU”两字代码（IATA代码）、统一CI标识、统一安全责任，实施了合并运行。实行了代码、机队、营销网络、地面保障和各类资源的共享。

## 空難

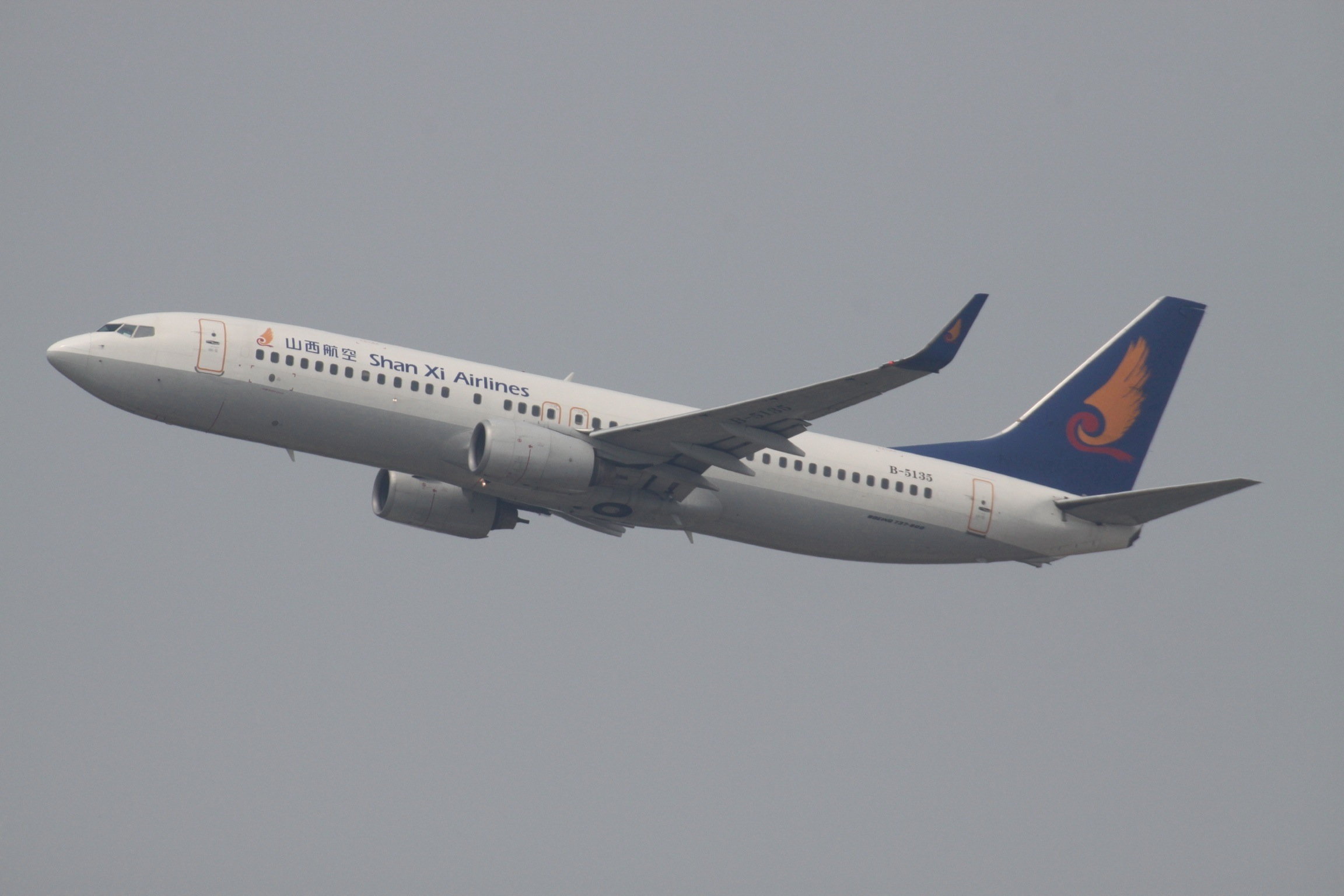
采用海航第三代涂装的山西航空波音737

1988年10月7日，山西航空一架伊爾12運輸機在進行觀光服務時起飛後引擎故障後墜毀，機上48人只有4人生還，地面亦有兩人遇難，事故原因是飛機機械故障加上嚴重超載。

## 機隊
- 1架B737-800（编号为B-5135，机身有山西航空字样）

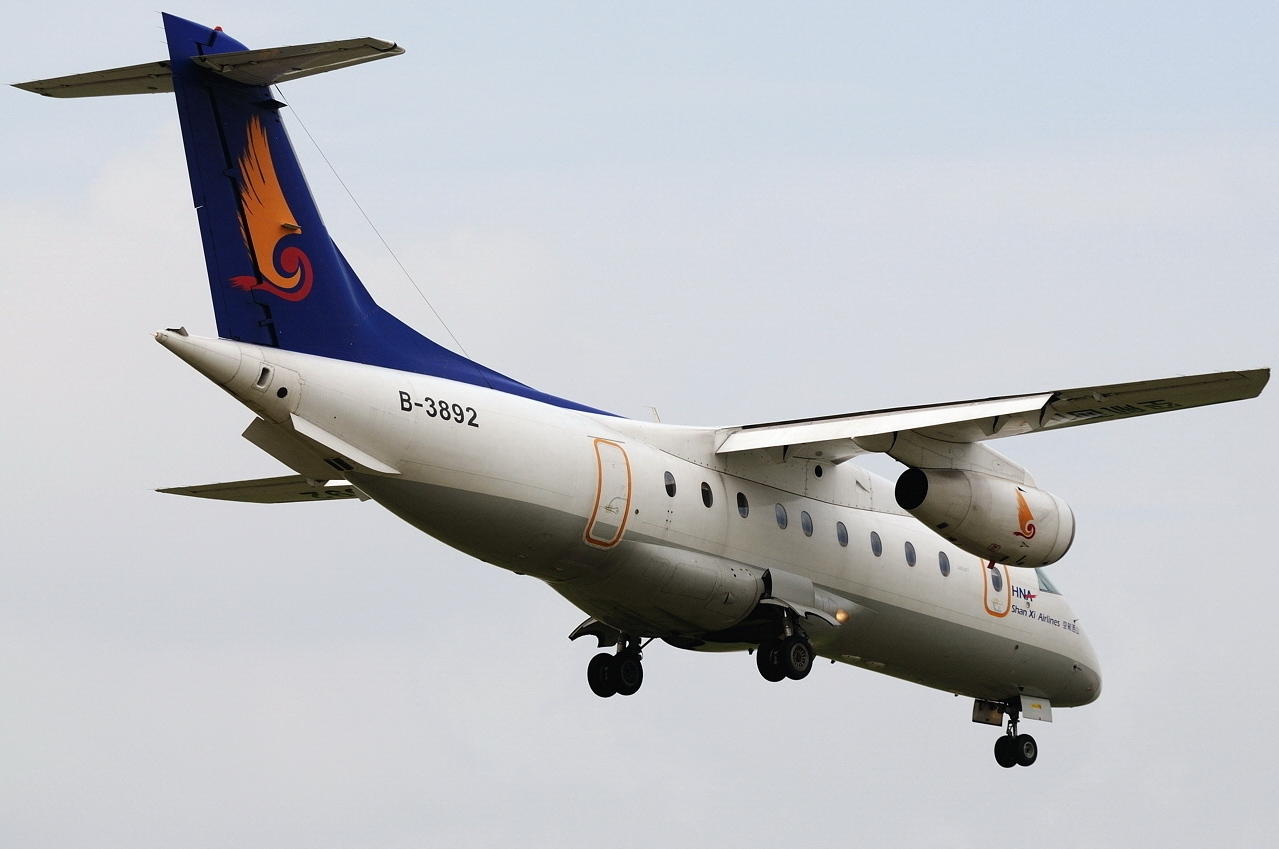
山西航空前多尼尔328喷气式支线客机